# Snowshoe Pass
Der Snowshoe Pass (englisch für Schneeschuhpass) ist ein verschneiter Bergsattel in der antarktischen Ross Dependency. In der Miller Range liegt er zwischen dem Argosy- und dem Skua-Gletscher.
Wissenschaftler einer von 1961 bis 1962 durchgeführten Kampagne der New Zealand Geological Survey Antarctic Expedition benannten ihn so, weil sie ihn wegen des tiefen Schnees nur mit Schneeschuhen begehen konnten.